# 增强型驾驶执照
增强型驾驶执照（英語：Enhanced driver's license）是美国部分州和加拿大部分省为居民签发的一种驾驶执照。除了通常的显示驾驶资格和个人身份的功能，这种增强型证件还能拥有一些有限的护照特性，供居民来往美加陆路边境。在不同的州、省，该种证件的申请人被要求是美国公民或加拿大公民，并有证据显示在所在州或省的实际居住。增强型驾驶执照遵循西半球旅行计划。
美国的增强型驾照都符合真实身份法案要求。有的州，例如纽约州，同时签发增强型驾驶执照和一般的真实身份驾驶执照，区别是前者要求持证人必须是美国公民；另外一些州，例如华盛顿州，不存在“一般的真实身份驾照”，只有增强型驾照，因此只有美国公民能申请符合真实身份法案驾照；还有一些州，例如加利福尼亚州，不提供增强型驾照，其政府能提供的“最强”的驾照是“一般的真实身份驾照”，因此这些州的居民无法仅凭驾照从陆路进出美国。